# Пентини, Франческо
Франческо Пентини (итал. Francesco Pentini; 11 декабря 1797, Рим, Папская область — 17 декабря 1869, там же) — итальянский куриальный кардинал. Вице-председатель Государственного совета Папской области с 14 января по 22 февраля 1848. Министр внутренних дел Папской области с 22 февраля 1848 по 1850. Кардинал-дьякон с 16 марта 1863, с титулярной диаконией Санта-Мария-ин-Портика-Кампителли с 19 марта 1863.

## Источник
- Информация Архивная копия от 5 сентября 2015 на Wayback Machine  (англ.)